# Cadeira elétrica

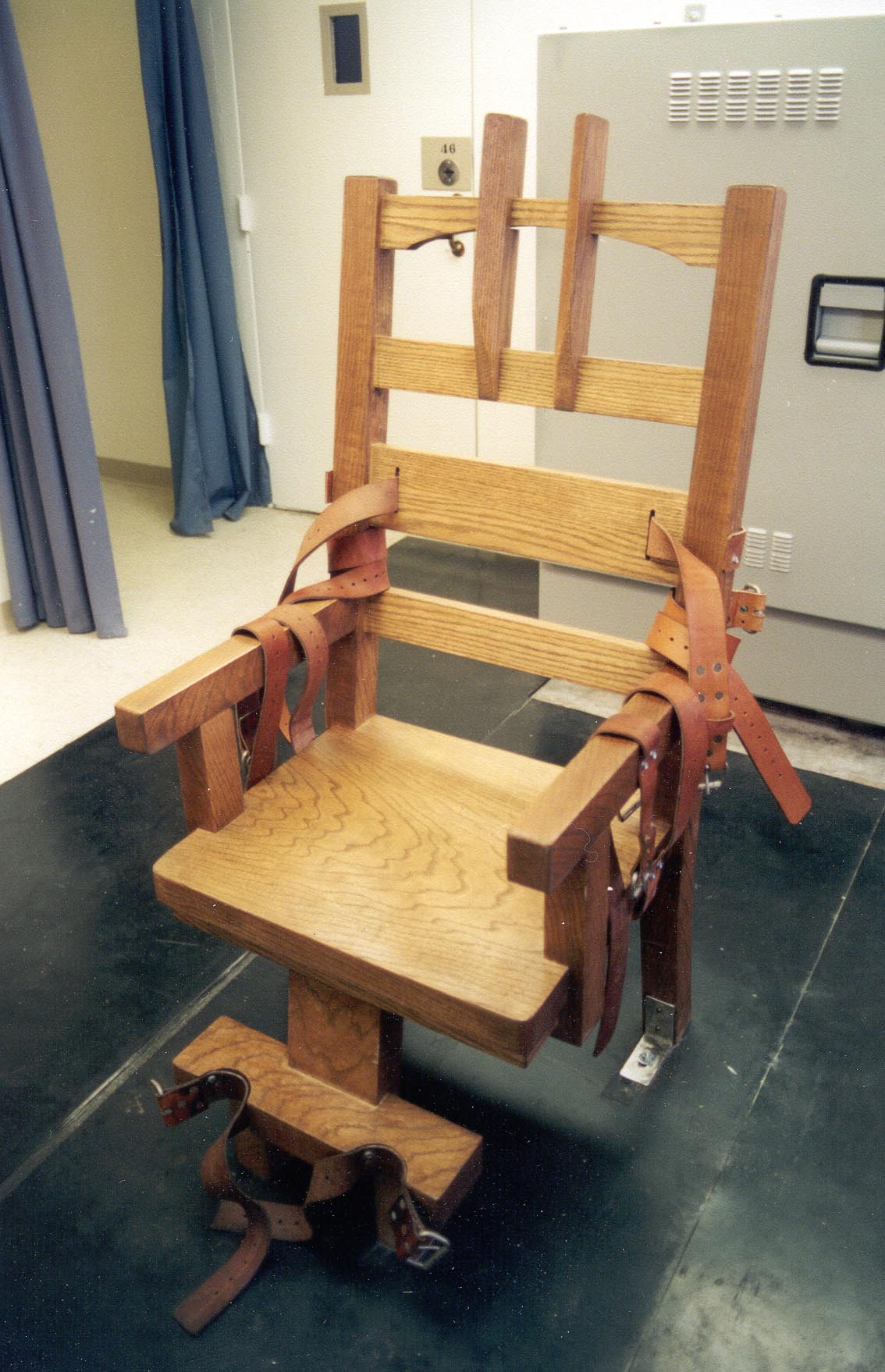
Uma cadeira elétrica em uma prisão estadual na Flórida

A cadeira elétrica é um instrumento de aplicação da pena de morte por eletrocussão inventado e utilizado essencialmente nos Estados Unidos, onde o condenado é imobilizado em uma cadeira, sofrendo depois tensões elétricas de 2 000 volts. Seu uso foi largamente abandonado ultimamente, sendo substituída pela injeção letal.
Em 2003 continuava a ser um dos métodos legais de execução nos estados de Alabama, Flórida, Nebraska, Carolina do Sul, Tennessee e Virgínia. O estado de Nebraska foi o último a utilizá-lo como o único método possível. Os outros estados citados tinham métodos de substituição que ainda hoje podem ser empregados. Além dos Estados Unidos, a cadeira elétrica foi também utilizada nas Filipinas.
Em 2024, a eletrocussão continua sendo uma opção em estados como Alabama e Flórida, onde os presos podem escolher injeção letal. Arkansas, Kentucky e Tennessee oferecem a cadeira elétrica para aqueles sentenciados antes de uma determinada data. Presos que não selecionarem esse método ou condenados após a data especificada enfrentam injeção letal. Arkansas atualmente não tem presos condenados à morte antes da data selecionada. Esses três estados também autorizam a eletrocussão como uma alternativa se a injeção letal for considerada inconstitucional.

## Procedimento

Uso da cadeira elétrica nos EUA: Amarelo: Estados que utilizam a cadeira elétrica atualmente; Verde: Estados que a usaram no passado. Azul: Estados que nunca utilizaram este método.

O condenado à morte é colocado sentado e amarrado a uma cadeira especial. Colocam-se eletrodos em certas partes do corpo, normalmente uma parte do crânio raspado e uma parte inferior do corpo. Uma melhor condutividade é obtida colocando-se esponjas molhadas de uma solução condutora (eletrólitos) nos eletrodos; antigamente, os executores contentavam-se em molhar bastante a zona de contato para uma melhor eficiência da emissão da eletricidade na área desejada, para a obtenção do resultado almejado.
Acidentes ocorreram, principalmente pela má colocação da solução condutora ou a contatos defeituosos nos eletrodos. Nestes casos, a agonia do condenado prolonga-se, e a pele e carne em contato com o eletrodo podem queimar e desprender fumaça.
No estado da Flórida, as execuções fracassadas de 1990, 1997 e 1999 chamaram a atenção dos meios de comunicação. Por essas razões, o uso da cadeira elétrica, inicialmente inventada para ser um meio de execução moderno, eficaz e "humano", foi contestado e abandonado na grande maioria dos estados que o empregavam.